# Doris montereyensis
Doris montereyensis J.G. Cooper, 1863 è un mollusco nudibranco della famiglia Dorididae.

## Biologia
Si nutre di spugne dei generi Halichondria (Halichondria bowerbanki, Halichondria panicea), Mycale (Mycale adhaerens, Mycale lingua), Suberites.